# 帕克鎮區 (明尼蘇達州莫里森縣)
帕克鎮區（英語：Parker Township）是位於美國明尼蘇達州莫里森縣的一個行政鎮區。

## 歷史
帕克鎮區於1880年設立，得名自早期定居者喬治·F·帕克（George F. Parker）。

## 地方資料
帕克鎮區的面積為99.68平方千米，皆為陸地。根據2020年美國人口普查的數據，當地共有人口462人，而人口密度為每平方千米4.63人。